# António da Cunha Sotomaior Gomes Ribeiro de Azevedo e Melo
António da Cunha Sotomaior Gomes Ribeiro de Azevedo e Melo GCC (Rio de Janeiro, 18 de Novembro de 1813 — Estocolmo, 19 de Janeiro de 1893), 1.º Visconde de Sotomaior, foi um diplomata português.

## Biografia
Filho unigénito de José da Cunha Sotomaior de Azevedo e Melo e de sua mulher Ana Luísa Gomes Ribeiro e primo-irmão do 1.º Barão da Retorta.
Frequentou a Universidade de Coimbra, na Faculdade de Direito, mas não terminou o curso, que deixou no 3.º ano.
Ingressou na carreira diplomática e foi mandado ao México como Enviado Extraordinário para assistir à coroação de Maximiliano I do México como Imperador desse País. Passou depois para as Cortes Escandinavas onde, entre Copenhaga e Estocolmo, representou Portugal durante cerca de 30 anos. Possuidor de grande fortuna, viveu principescamente, acabando por se arruinar. Homem de extraordinária elegância, espírito originalíssimo, e possuidor da maior distinção no trato, foi uma figura que marcou em toda a parte e especialmente na Corte da Suécia e Noruega, onde granjeou as maiores amizades nos círculos mais distintos da Aristocracia Sueca, e onde foi o árbitro das elegâncias ao ponto de as lojas anunciarem: gravatas à Sotomaior, charutos à Sotomaior, etc. A sua casa era um museu de preciosidades artísticas. Afeiçoou-se tanto à vida na Suécia que recusou nomeações para postos diplomáticos de maior importância, para não deixar esse ambiente de grande consideração e amizade que ali soubera criar. A sua morte foi sentidíssima não só em Portugal como na Suécia, onde, no Cemitério Católico de Estocolmo, lhe foi erigido um mausoléu por iniciativa e a expensas dos seus amigos, tanto Suecos como Portugueses.
Foi Deputado em várias Legislaturas.
Era Moço Fidalgo da Casa Real com exercício no Paço, Alcaide-Mor do Castelo de Sousel, Grã-Cruz da Real Ordem Militar de Nosso Senhor Jesus Cristo de Portugal, da qual tinha a Comenda de Santa Maria de Midões na Real Ordem de Nosso Senhor Jesus Cristo, Grã-Cruz da Ordem de Vasa e Grã-Cruz da Ordem da Estrela Polar da Suécia, Grã-Cruz da Real Ordem Norueguesa de Santo Olavo da Noruega, Grã-Cruz da Ordem do Dannebrog da Dinamarca, Grã-Cruz da Imperial Ordem de Nossa Senhora de Guadalupe do México, Comendador da Imperial Ordem da Rosa do Brasil, Comendador da Ordem do Leão Neerlandês da Holanda, Ilustríssimo Senhor Comendador da Real e Distinguida Ordem Espanhola de Carlos III de Espanha e Cavaleiro da Ordem Soberana e Militar Hospitalária de São João de Jerusalém, de Rodes e de Malta.
O título de 1.º Visconde de Sotomaior foi-lhe concedido por Decreto de D. Luís I de Portugal de 12 de Maio de 1865.

## Casamento
Casou em Lisboa a 14 de Abril de 1832 com Maria Madalena Tenório de Lacerda, filha de Pascoal Tenório de Moscoso, Espanhol, e de sua mulher Maria da Graça de Lacerda, sem geração.